# Craigower

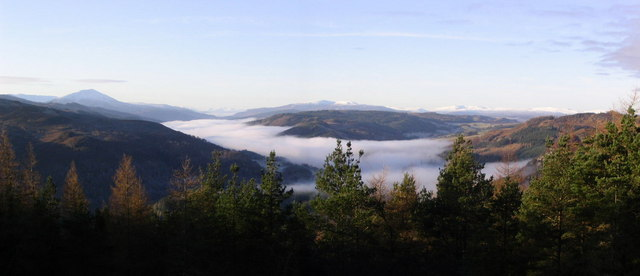
Panoramablick vom Craigower in Richtung Westen

Der Craigower ist ein 407 Meter hoher Berg im Tay Forest Park nordwestlich von Pitlochry in der schottischen Region Perthshire. Der Berg und das Gelände darum werden vom National Trust for Scotland verwaltet.

## Beschreibung
Mit einer Höhe von 407 Meter ist der Craigower zwar kein Munro und auch leicht zu besteigen, vom Gipfel hat man aber trotzdem einen großartigen Ausblick auf Perthshire und darüber hinaus. Bei guter Sicht kann man Loch Rannoch, Loch Tummel und in der Ferne die Berge von Glencoe sehen. Etwa 4,5 ha Gelände um den Gipfel werden vom National Trust for Scotland (NTS) betreut und hier gibt es eine Anzahl von Schmetterlingen, gut ein Dutzend Arten werden regelmäßig gesichtet. Dort hat der NTS ein Hibernarium eingerichtet, in dem Reptilien und Insekten überwintern können. Die Tiere leben dort in einem unterirdischen Tunnelsystem und können daher von Besuchern nicht beobachtet werden.